# Букове-Дольне
Букове-Дольне (пол. Bukowie Dolne) — село в Польщі, у гміні Дружбиці Белхатовського повіту Лодзинського воєводства.
Населення — 167 осіб (2011).
У 1975-1998 роках село належало до Пйотрковського воєводства.

## Демографія
Демографічна структура станом на 31 березня 2011 року:
|          | Загалом | Допрацездатний вік | Працездатний вік | Постпрацездатний вік |
| -------- | ------- | ------------------ | ---------------- | -------------------- |
| Чоловіки | 81      | 21                 | 53               | 7                    |
| Жінки    | 86      | 12                 | 57               | 17                   |
| Разом    | 167     | 33                 | 110              | 24                   |